# Крааві
Крааві (ест. Kraavi) — село в Естонії, входить до складу волості Антсла, повіту Вирумаа.

## Галерея

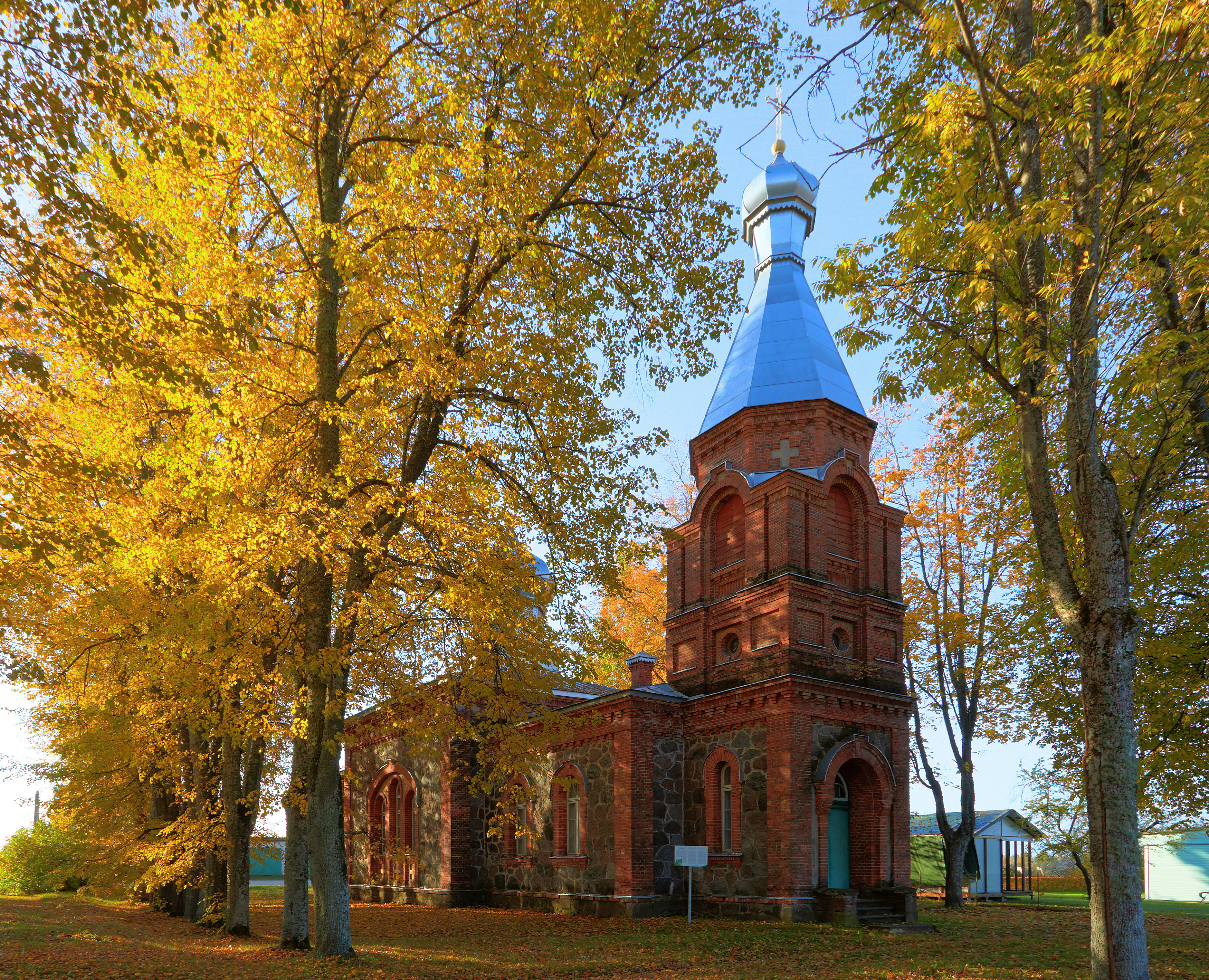
Церква
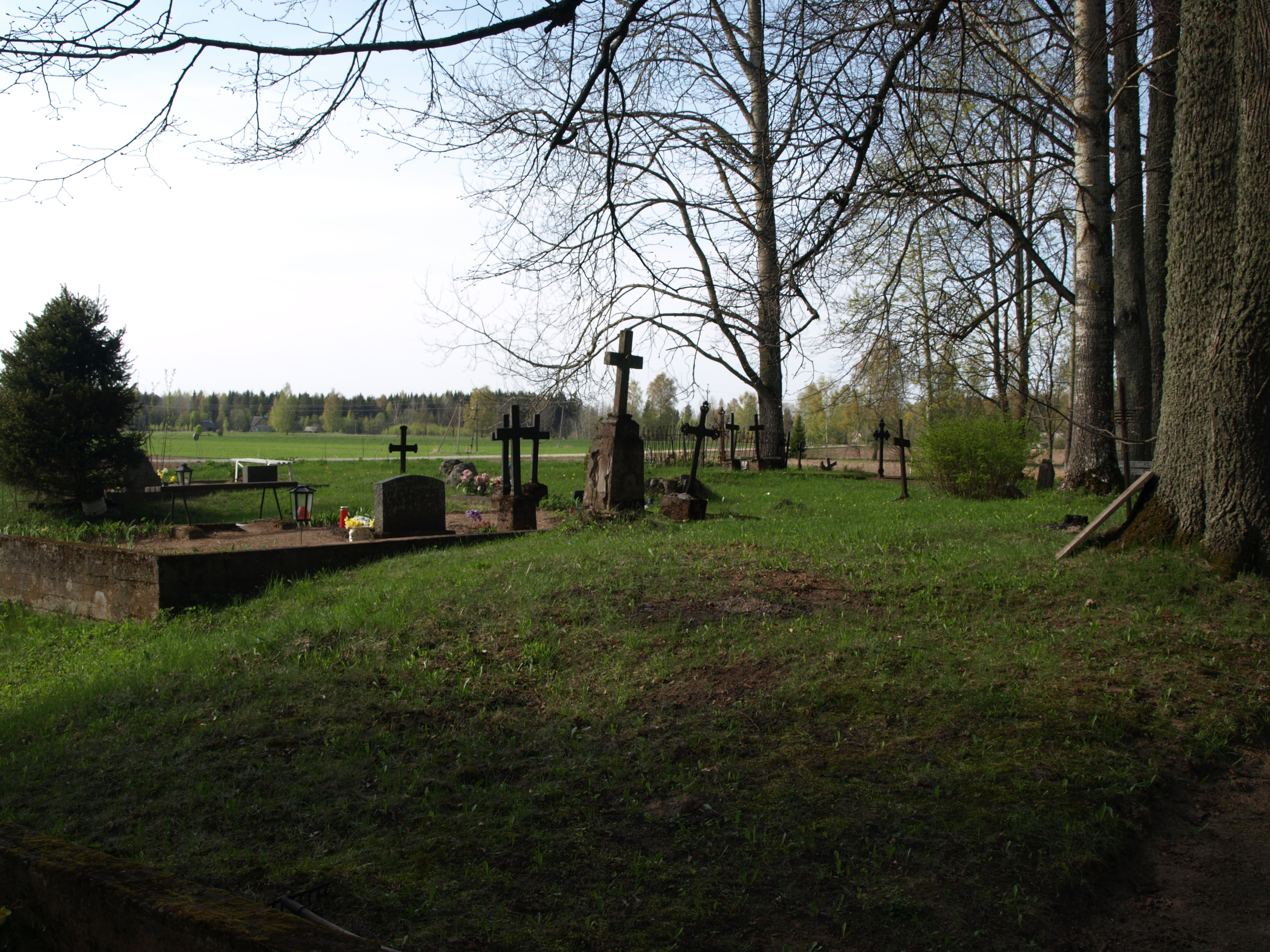
Кладовище
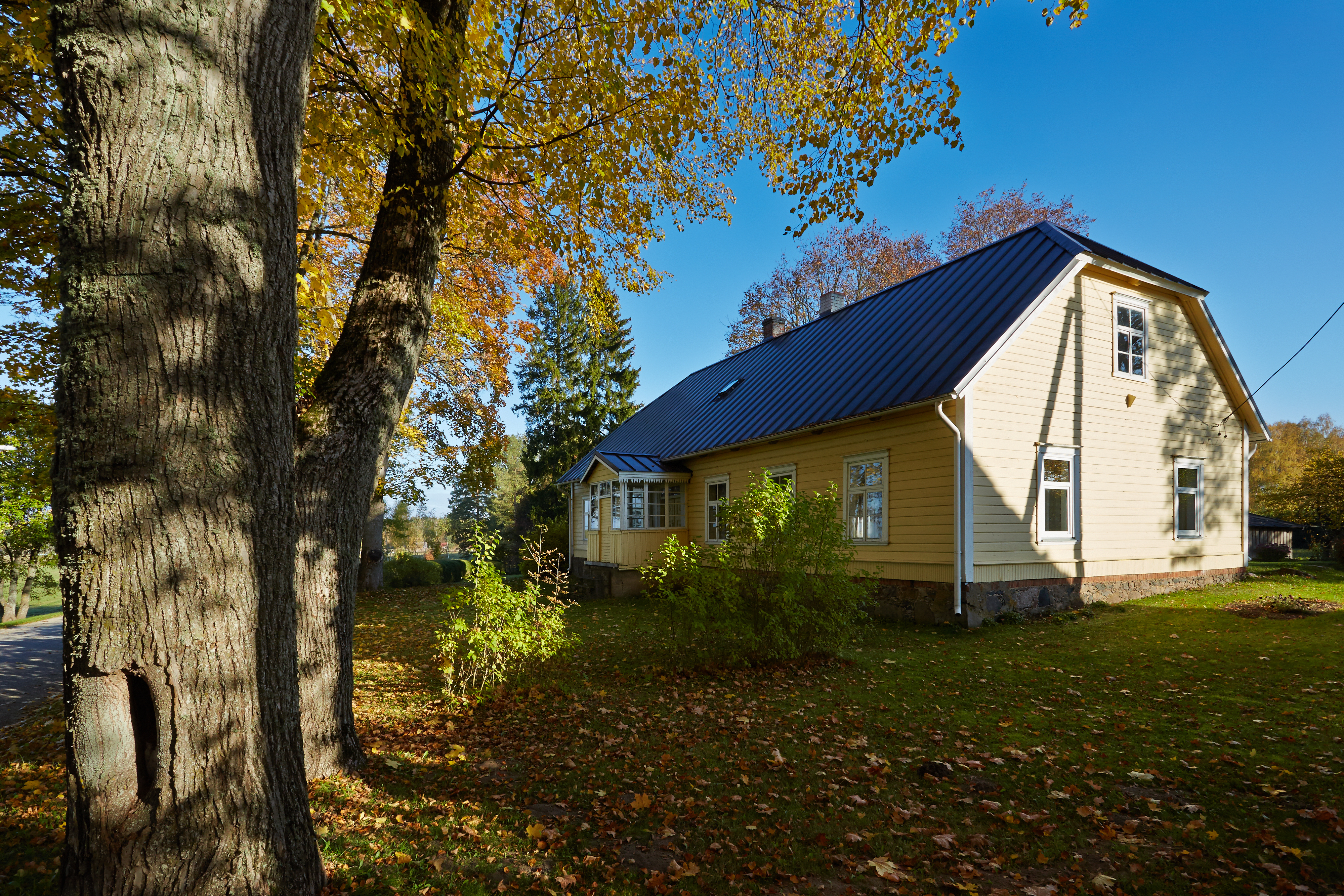
Церковнопарафіяльна школа